# ФЕДРАС
ФЕДРАС (Фестивал драмских аматера села Србије) основан је 1972. године са циљем да подржи и афирмише позоришну уметност у селима Стига и Поморавља. ФЕДРАС традиционално почиње 14. октобра на дан општине, а завршава се 22. октобра. Организатор фестивала је Центар за културу општине Мало Црниће, а општина Мало Црниће је генерални покровитељ, у сарадњи и Министарством културе и информисања Републике Србије.

## Историјат
Фестивал је почео је са аматерима општине Мало Црниће, да би убрзо окупио сва аматерска позоришта и драмске секције при културно-уметничким друштвима многих крајева републике Србије. Данас је то манифестација од значаја за читаву Републику. До сада је на ФЕДРАС-у изведено преко 400 позоришних представа у конкуренцији и велики број ван конкуренције на српском, румунском, мађарском, русинском, словачком, албанском и другим језицима.
Поред драмских аматера, ФЕДРАС окупља и песнике, сликаре, музичаре, и друге ствараоце са територије републике Србије. На ФЕДРАС-у се организују и округли столови, углавном са тематиком позоришног аматеризма у селима Србије.

## Селекција фестивала
Сви пројекти, сеоских аматерских позоришта, који имају продукцију у текућој години, пролазе више селекција у својим покрајинским и окружним селекцијама, а само најбоље конкуришу за селекцију ФЕДРАС-а.
Програмским делом фестивала руководи Уметнички савет, на челу са Председником уметничког савета, Уметничким директором и директором Центра за културу. Задатак Уметничког савета је да именује селектора фестивала, који по правилнику фестивала, мора бити стручно лице (редитељ или драматург), који селектира представе и одабира оне које својим квалитетом, уметничком вредношћу, заслужују да буду уврштене у програм ФЕДРАС-а.
Уметнички Савет именује жири фестивала који чине професионалци из области позоришне уметности. Такође, по одлуци Уметничког савета и Управног одбора Центра за културу, организују се и пропратне манифестације: ликовне изложбе, промоције књига, промоција часописа „Стиг” и др.